# Les colts brillent au soleil
Pour les articles homonymes, voir Les Colts au soleil.
Pour plus de détails, voir Fiche technique et Distribution.
Les Colts brillent au soleil (titre original : Quanto costa morire) est un film italien réalisé par Sergio Merolle et sorti en 1968.

## Synopsis
Un homme décide de prendre son courage à deux mains et d'affronter un groupe de bandits qui ont terrorisé sa ville.

## Fiche technique
- Titre original : Quanto costa morire
- Réalisation : Sergio Merolle
- Scénario : Biagio Proietti
- Directeur de la photographie : Benito Frattari
- Montage : Antonietta Zita
- Musique : Francesco De Masi
- Production : Robert Dorfmann et Enzo Merolle
- Genre : Western
- Pays :  Italie |  France
- Durée : 92 minutes
- Date de sortie :
  -  Italie : 14 septembre 1968
  -  France : 18 avril 1970

## Distribution
- Andrea Giordana (VF : Daniel Gall) : Tony
- John Ireland (VF : Henri Poirier) : Hans (Dan El en VO)
- Raymond Pellegrin (VF : Lui-même) : le shérif Bill Ramson
- Betsy Bell (VF : Monique Thierry) : Gladys Ramson, la fille du shérif
- Bruno Corazzi (VF : Michel Le Royer) : Ralph (Scaife en VO)
- Claudio Scarchilli (VF : Edmond Bernard) : Robbie
- Fulvio Pellegrino (VF : Guy Piérauld) : Mark, le taulier
- Mireille Granelli